# Fajr-5

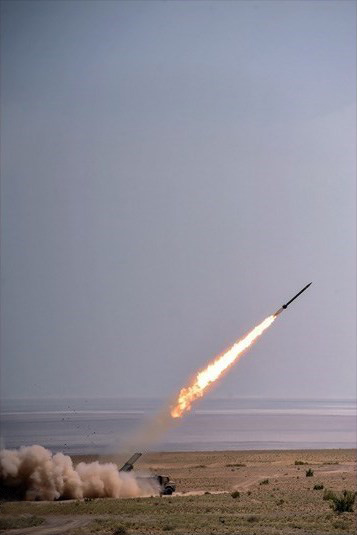
Lancering van een Fajr-5

De Fajr-5 (Perzisch: فجر-۵, "morgenrood-5") is een middellangeafstands-artillerieraket die wordt geproduceerd door Iran sinds 1991. Fajr-5-raketten hebben een bereik van 75 kilometer. De raketten hebben circa 175 kg massa en kunnen een explosieve lading van 90 kg dragen.
De raketten werden gebruikt door Hezbollah tijdens de Israëlisch-Libanese Oorlog (2006). In 2012 en 2014 werden enkele van deze raketten door Hamas gelanceerd.